# Jetpack Joyride
Jetpack Joyride è un videogioco di genere sparatutto a scorrimento orizzontale sviluppato dalla Halfbrick Studios. È stato pubblicato il 1º settembre 2011 per iOS, il 19 agosto 2012 per Android e il 23 ottobre 2012 per Windows 8. Insieme a Age of Zombies e Monster Dash fa parte della serie Barry Steakfries. Nel novembre 2012 è stato messo in commercio per PSP, mentre nel dicembre 2012 è stato reso gratuito, dalla Big Ant Studios, per PlayStation 3 e PS Vita.

## Trama
Barry Steakfries è un venditore della Gramco, una compagnia produttrice di grammofoni le cui vendite sono in continuo calo dal 1911. In cerca di un compratore interessato, Barry arriva alle porte dei laboratori della Legitimate Research Inc. Quando sta per suonare il campanello vede, attraverso una finestra, degli scienziati attorno a un jetpack, e data l'opportunità per iniziare una nuova vita, decide improvvisamente di rubare tale oggetto: rompe la parete, fa irruzione all'interno, afferra il jetpack e scappa, mentre gli scienziati tentano di fermarlo in vari modi.

## Modalità di gioco
La base del meccanismo di gioco è basata sul tocco dello schermo da parte del giocatore per dare potenza al jetpack e far sollevare Barry, il quale nel frattempo continua a spostarsi automaticamente in avanti. Il giocatore deve andare il più lontano possibile da dove ha rubato il jetpack, usando il movimento verticale per raccogliere le monete ed evitare missili, raggi laser ed elettrodi che generano scariche, che tentano di ucciderlo. Durante la corsa, il giocatore può raccogliere i Gettoni Slot, che appaiono a mezz'aria di tanto in tanto e servono per poter giocare e tentare di vincere premi alla slot machine che appare dopo la morte del personaggio (solo se giocando si è preso almeno un gettone). Di tanto in tanto appaiono anche delle scatole color arcobaleno, che contengono dei veicoli che possono aiutare Barry durante la sua fuga.

### Livelli e missioni
Prima di ogni fuga, il giocatore può leggere le informazioni delle missioni che deve completare nel tempo. Le missioni permettono di salire di livello: ci sono 15 livelli, a ogni livello corrispondono da 3 a 13 stelle e ogni missione fornisce da 1 a 3 stelle. Quando si guadagnano tutte le stelle di un livello si passa al successivo e si riceve una ricompensa in monete. Ogni volta che si completa il quindicesimo livello si riceve una ricompensa in monete ed una medaglia, e le medaglie vengono collezionate. Ci sono un totale di 125 medaglie e 1875 livelli, dopo i quali verranno riassegnate casualmente le stesse medaglie già conquistate.

### Il negozio
Al negozio, il giocatore può spendere le monete raccolte durante le partite per comprare vestiti, nuovi jetpack, utility e gadget utili per la fuga e potenziamenti per i veicoli, o può investire monete per saltare le missioni in corso al momento comprandole. Con l'aggiornamento 1.7 si amplia il vestiario, infatti i completi possono essere ottenuti completando la sfida giornaliera S.A.M. non appena si acquistano con le monete del gioco i nuovi veicoli. È presente inoltre l'elisir di lunga vita, il quale permette, quando si muore, di resuscitare istantaneamente al prezzo di 1500 monete, anche se non è stata precedentemente acquistata l'apposita utility al negozio. Nel negozio si possono acquistare vari Gadget, che possono essere utilizzati come ausilio nelle partite (massimo 2 per volta).